# Związek Studentów Akademii Medyko-Chirurgicznej w Wilnie
Związek Studentów Akademii Medyko-Chirurgicznej w Wilnie został założony w kwietniu 1837 r. przez Antoniego Wałeckiego, Franciszka Sawicza i Jana Zahorskiego. Podporządkował się Związkowi Ludu Polskiego. Dążył do edukacji demokratycznej. Od członków wymagano czytania i udostępniania „zakazanych książek” (literatury znajdującej się na rosyjskim indeksie). Nawiązywał do ideałów filareckich.